# Nadine Müller (atletinja)
Nadine Müller, nemška atletinja, * 21. november 1985, Leipzig, Vzhodna Nemčija.
Nastopila je na poletnih olimpijskih igrah v letih 2012 in 2016, dosegla je peto in šesto mesto v metu diska. Na svetovnih prvenstvih je v isti disciplini osvojila srebrno medaljo leta 2011 in bronasto medaljo leta 2015, na evropskih prvenstvih pa srebrno medaljo leta 2012.